# Arytera densiflora
Arytera densiflora är en kinesträdsväxtart som beskrevs av Ludwig Radlkofer. Arytera densiflora ingår i släktet Arytera och familjen kinesträdsväxter. Inga underarter finns listade i Catalogue of Life.